# Sindrome di Ramsay Hunt tipo I
La sindrome di Ramsay Hunt tipo I è un disordine neurologico raro, a carattere degenerativo, caratterizzato da epilessia mioclonica, tremore essenziale, atassia progressiva e, talvolta, da deficit cognitivi.
È chiamata anche dissinergia cerebellare mioclonica di Hunt, dissinergia cerebellare progressiva e sindrome cerebellare di Ramsay Hunt.
Il nome deriva da James Ramsay Hunt, che per primo descrisse, nel 1921, un caso di dissinergia cerebellare progressiva associata a epilessia mioclonica.

## Eziologia
La sindrome di Ramsay Hunt tipo I è causata da un deficit del meccanismo regolatorio esistente tra cervelletto e nuclei della base. È associata a un gran numero di patologie, tra le quali celiachia, atrofia dentato-rubra e malattia di Lafora. È descritta da alcuni autori con una condizione di difficile caratterizzazione.

## Clinica

### Segni e sintomi
La prima manifestazione clinica della malattia avviene nel giovane adulto ed è caratterizzata da tremore essenziale, atassia progressiva, convulsioni e accessi epilettici mioclonici.
Il tremore è generalmente localizzato a una estremità, specialmente all'arto superiore, che è più facilmente colpito rispetto all'arto inferiore e può eventualmente estendersi a tutto il corpo.
Altre manifestazioni cliniche includono:
- andatura instabile
- ipotonia muscolare
- deficit di coordinazione del movimento
- astenia
- adiadococinesia

Il deficit mentale può coesistere, ma è tuttavia raro.

## Trattamento
La terapia è sintomatica; gli attacchi mioclonici e convulsivi possono essere trattati con farmaci antiepilettici, tra i quali il valproato.